# 平田祥一郎
平田 祥一郎（ひらた しょういちろう）は、日本の作曲家、編曲家。岡山県出身。SUPA LOVE所属。

## 概要
コナミコンピュータエンタテインメント東京（以下コナミ）の元社員であり、所属時に家庭用の音楽ゲーム『Dance Dance Revolution』シリーズや恋愛シミュレーションゲーム『ときめきメモリアル』、『あいたくて… 〜your smiles in my heart〜』、サッカーゲーム『Jリーグ実況ウイニングイレブン2000』などのゲーム音楽の作曲を担当、『beatmania IIDX』シリーズではハウス系楽曲や2stepの楽曲を主に制作。コナミ退社後には歌のあるポピュラー音楽の制作をメインとして活動し、EXILEやSMAP、夏川りみなどに楽曲提供する傍ら、編曲家としてモーニング娘。およびBerryz工房、℃-ute、スマイレージなどのつんく♂（シャ乱Q）プロデュースによる楽曲の編曲を多数担当している、日本のJ-POPシーンの最前線で活躍中のクリエイター。

## 略歴
2003年上半期までは「SHO-1」名義で活動。2001年につんく♂プロデュースの「がんばっちゃうもんねぇーッ!／歌：シェキドル」の編曲を担当し、2002年にハロー!プロジェクトのシャッフルユニット・おどる♥11によるシングル「幸せきょうりゅう音頭」のC/W曲「よくある親子のセレナーデ」の編曲を手掛け、モーニング娘。や後藤真希、松浦亜弥、ごまっとうのシングル曲のリミックス制作と同時にメロン記念日と後藤真希のC/W曲の編曲を数曲担当。アイドルポップモノを得意とし2003年秋に発売されたカントリー娘。に紺野と藤本（モーニング娘。）のシングル「先輩 〜LOVE AGAIN〜」で初めて「平田祥一郎」名義で編曲を担当。同曲からつんく♂楽曲の編曲を数多く担当するようになる。

## 経歴
- 2000年　●ゲームソフト「あいたくて… 〜your smiles in my heart〜」内の作曲
- 2001年　●シェキドルの楽曲の編曲
- 2002年　●ハッピー7、セクシー8、おどる♥11の楽曲の編曲　●ごまっとう、モーニング娘。の楽曲のリミックス
- 2003年　●EXILEに楽曲提供　●メロン記念日、後藤真希、カントリー娘。、ZYXの楽曲の編曲　●松浦亜弥、後藤真希の楽曲のリミックス
- 2004年　●Berryz工房、松浦亜弥、W（ダブルユー）、中澤裕子、モーニング娘。、BoAの楽曲の編曲　●ミニモニ。、モーニング娘。の楽曲のリミックス
- 2005年　●Berryz工房、安倍なつみ、美勇伝、W（ダブルユー）、DEF.DIVA、後藤真希、時東ぁみの楽曲の編曲　●鈴木亜美の楽曲のリミックス
- 2006年　●SMAP、EXILE、夏川りみ、中森明菜、PARADISE GO!! GO!!に楽曲提供　●Berryz工房、モーニング娘。、後藤真希、安倍なつみ、時東ぁみ、美勇伝の楽曲の編曲
- 2007年　●KAT-TUN、EXILE、SS501、中川翔子、リア・ディゾン、上戸彩、伊藤由奈、Bon-Bon Blanco、鈴木雅之に楽曲提供　●Berryz工房、℃-ute、美勇伝、GAM、モーニング娘。、時東ぁみ、諸星和己、EXILEの楽曲の編曲
- 2008年　●SMAP、Berryz工房、℃-ute、キャナァーリ倶楽部、THE ポッシボー、音楽ガッタス、平野綾、宮野真守の楽曲の編曲
- 2009年　●ゴスペラーズ、AAAに楽曲提供　●℃-uteの楽曲の編曲　●映画の劇中曲提供
- 2010年 ●スマイレージの楽曲の編曲
- 2011年 ●ハロー!プロジェクト モベキマスの楽曲の編曲

## 提供作品
※曲名の右に注釈のないものは、編曲・プログラミング

### ジャニーズ事務所関連
KAT-TUN
- 「Jumpin' Up」（作曲）

SMAP
- 「Dear WOMAN」（作曲・編曲）
- 「Mermaid」（編曲）

NEWS
- 「Love Melodies」（編曲）

KinKi Kids
- 「僕らの未来」（作詞・作曲・編曲）

A.B.C-Z
- 「君の優しさ VS 僕の愛情」※河合郁人ソロ曲（編曲）

### ハロー!プロジェクト関連
安倍なつみ
- 「夢ならば」
- 「F.O.」（編曲）

アンジュルム / スマイレージ
- 「夢見る 15歳」
- 「スマイル美人」（編曲）
- 「ショートカット」
- 「恋をしちゃいました!」（編曲）
- 「タチアガール」
- 「チョトマテクダサイ!」
- 「どうしよう」（編曲）
- 「大人の途中」
- 「ねぇ 先輩」
- 「ミステリーナイト!」（編曲）
- 「七転び八起き」（山田祐輔と共編曲・共プログラミング）
- 「次々続々」（作曲・編曲）
- 「恋ならとっくに始まってる」（編曲）
- 「君だけじゃないさ…friends」（編曲）
- 「泣けないぜ…共感詐欺」（編曲）
- 「恋はアッチャアッチャ」（編曲）
- 「いとし いとしと Say My Heart」（編曲）
- 「ミラー・ミラー」（編曲）
- 「泳げないMermaid」（編曲）
- 「23時のペルソナ」（編曲）
- 「アイノケダモノ」（作曲・編曲）
- 「同窓生」（編曲）

OCHA NORMA
- 「ラーメン大好き小泉さんの唄」（編曲）
- 「宇宙規模でダイスキ宣言!」（編曲）
- 「今じゃなきゃ、君じゃなきゃ」（編曲）

カントリー娘。
- 「先輩 〜LOVE AGAIN〜」
- 「DON'T STOP 恋愛中 (2004Version)」（編曲）

カントリー・ガールズ
- 「涙のリクエスト」（編曲）
- 「ピーナッツバタージェリーラブ」
- 「小生意気ガール」（編曲）

GAM
- 「ここで キスして」
- 「…H」

℃-ute
- 「通学ベクトル☂」
- 「都会っ子 純情」
- 「LALALA 幸せの歌」
- 「最高級のエンジョイGIRLS」
- 「イメージカラー」
- 「晴れのプラチナ通り」（編曲・ギター）
- 「SHINES」
- 「Bye Bye Bye!」
- 「暑中お見舞い申し上げます」
- 「これ以上 嫌われたくないの」
- 「Kiss me 愛してる」
- 「桃色スパークリング」
- 「まっさらブルージーンズ (2012神聖なるVer.)」
- 「涙の色 (2012神聖なるVer.)」
- 「江戸の手毬唄II (2012神聖なるVer.)」
- 「会いたい 会いたい 会いたいな」
- 「最高ミュージック」
- 「この街」
- 「Crazy 完全な大人」
- 「ベーグルにハム&チーズ」
- 「愛ってもっと斬新」
- 「THE FUTURE」
- 「何故 人は争うんだろう?」
- 「愛はまるで静電気」
- 「Singing 〜あの頃のように〜」
- 「The Curtain Rises」

後藤真希
- 「溢れちゃう…BE IN LOVE (A Passionate Mix)」（編曲）
- 「長電話」（編曲）
- 「エキゾなDISCO」
- 「ステーション」
- 「ガラスのパンプス」

こぶしファクトリー
- 「押忍!こぶし魂」
- 「Oh No 懊悩」（編曲）
- 「好きかもしれない」（編曲）

ごまっとう
- 「SHALL WE LOVE? (Cool groove mix)」（編曲）

シャッフルユニット
- 「よくある親子のセレナーデ」（編曲）

シェキドル
- 「恋は猛暑!」（編曲）
- 「がんばっちゃうもんねぇーッ!」（編曲）

Juice=Juice
- 「私が言う前に抱きしめなきゃね」
- 「裸の裸の裸のKISS」
- 「ブラックバタフライ」
- 「風に吹かれて」
- 「背伸び」
- 「伊達じゃないよ うちの人生は」
- 「CHOICE&CHANCE」
- 「香水 (J=J 2015Ver.)」
- 「カラダだけが大人になったんじゃない」（編曲）
- 「SEXY SEXY」（編曲）
- 「禁断少女」（編曲）
- 「Borderline」（編曲）
- 「STAGE〜アガってみな〜」（編曲）
- 「おあいこ」（編曲）
- 「初恋の亡霊」（編曲）

ZYX
- 「ガタメキラ (ZYX ver.)」（編曲）
- 「白いTOKYO」（編曲）

W
- 「乙女の携帯電話の秘密」（編曲）
- 「デコボコセブンティーン」
- 「十七の夏」

つばきファクトリー
- 「笑って」（編曲）
- 「抱きしめられてみたい」（編曲）

DEF.DIVA
- 「好きすぎて バカみたい」

ドリーム モーニング娘。
- 「あっと驚く未来がやってくる!」
- 「モーニングコーヒー (2011ドリムス。Ver.)」
- 「シャイニング バタフライ」（編曲）

中澤裕子
- 「心機一転 〜CHANGING THE MIND〜」（編曲）

H.P.オールスターズ
- 「好きになっちゃいけない人」（編曲）

ハロー!プロジェクト モベキマス
- 「ブスにならない哲学」（編曲）

ハロプロ・オールスターズ
- 「憧れのStress-free」（編曲）
- 「ハロー!ヒストリー」（編曲）

ハロプロ研修生
- 「テーブル席空いててもカウンター席」
- 「ありがた迷惑物語」（編曲）
- 「Upside down girl」（編曲）

ハロプロ研修生 feat. Juice=Juice
- 「天まで登れ!」

美勇伝
- 「ひとりじめ」（編曲・プログラミング・コーラス）
- 「クレナイの季節」（安部潤と共編曲・共プログラミング・キーボード）
- 「一切合切 あなたに§あ・げ・る♪」
- 「LET'S LIVE!」（編曲）
- 「愛 〜スイートルーム〜」

BEYOOOOONDS
- 「Hey! ビヨンダ」（編曲）

Berryz工房
- 「ピリリと行こう!」
- 「TODAY IS MY BIRTHDAY」
- 「恋の呪縛」
- 「パッション E-CHA E-CHA」
- 「なんちゅう恋をやってるぅ YOU KNOW?」
- 「お昼の休憩時間。」
- 「さぼり」
- 「ハレーション サマー」（編曲）
- 「告白の噴水広場」
- 「思い立ったら 吉でっせ!」
- 「行け 行け モンキーダンス」
- 「マジ グッドチャンス サマー」
- 「MADAYADE」
- 「ライバル」
- 「私の未来のだんな様」
- 「愛には 愛でしょ」
- 「グランドでも廊下でも目立つ君 」
- 「BOMB BOMB JUMP」
- 「MOON POWER」（編曲）
- 「女子会 The Night」
- 「女のプライド」
- 「マジカルフューチャー!」
- 「ああ、夜が明ける」
- 「Be 元気＜成せば成るっ!＞」
- 「WANT!」
- 「すっちゃかめっちゃか〜」
- 「男前」
- 「アジアン セレブレイション」
- 「サヨナラ ウソつきの私」
- 「大人なのよ!」
- 「愛はいつも君の中に」
- 「Love together!」

松浦亜弥
- 「初恋」（編曲）
- 「I LOVE YOUの続き」（編曲）
- 「Yeah! めっちゃホリディ (HIGH TUNED mix)」（リミックス）

ミニモニ。
- 「〜INTERLUDE〜」（リミックス）
- 「〜ENDING〜」（リミックス）

メロン記念日
- 「夏」（編曲）

モーニング娘。
- 「Do it! Now (CRAZY SODA REMIX)」（リミックス）
- 「浪漫 〜MY DEAR BOY〜 (LET'S HAVE A DREAM Remix)」（リミックス）
- 「独占欲」（編曲）
- 「パープルウインド」
- 「踊れ!モーニングカレー」
- 「寒いから冬だもん! 〜どうもこうもないっすよミキティ〜」
- 「未来の太陽」
- 「しょうがない 夢追い人」
- 「大きい瞳」
- 「愛して 愛して 後一分」
- 「女と男のララバイゲーム」
- 「女と男のララバイゲーム (AL Ver.)」（湯浅公一と共編曲・共プログラミング）
- 「この地球の平和を本気で願ってるんだよ!」
- 「怪傑ポジティブA」
- 「ピョコピョコ ウルトラ」
- 「恋愛ハンター」
- 「私の時代!」
- 「アイサレタイノニ…」
- 「What's Up? 愛はどうなのよ～」
- 「地球が泣いている」
- 「普通の少女A」
- 「なには友あれ!」
- 「君さえ居れば何も要らない」
- 「LOVEマシーン (Updated)」
- 「そうだ! We're ALIVE (updated)」
- 「恋愛ハンター (updated)」
- 「君さえ居れば何も要らない (updated)」

モーニング娘。'15
- 「ENDLESS SKY」
- 「One and Only」

モーニング娘。'16
- 「そうじゃない」

モーニング娘。'17
- 「モーニングみそ汁」
- 「若いんだし!」
- 「CHO DAI」
- 「ナルシス カマってちゃん協奏曲第5番」

モーニング娘。'18
- 「花が咲く 太陽浴びて」
- 「Are you Happy?」
- 「フラリ銀座」

モーニング娘。'19
- 「恋してみたくて」

モーニング娘。'20
- 「LOVEペディア」

モーニング娘。'21
- 「泣き虫My Dream」
- 「このまま!」
- 「Teenage Solution」（編曲）

モーニング娘。'22
- 「Swing Swing Paradise」（編曲）

モーニング娘。'23
- 「悲しくなるようなRainy day」（編曲）
- 「すっごいFEVER!」（編曲）

モーニング娘。'24
- 「ムカ好き!」（編曲）
- 「大空に向かって」（編曲）

モーニング娘。'25
- 「気になるその気の歌」（編曲）

ロージークロニクル
- 「へいらっしゃい!〜ニッポンで会いましょう〜」（編曲）
- 「女で地球は回ってる」（編曲）

### その他
麻生夏子
- 「Lovely Girls Anthem」（作曲・編曲）
- 「Dear my fortune」（作曲・編曲）

伊藤由奈
- 「Tender Is The Night」（作曲）

上戸彩
- 「way to heaven」（作曲・編曲）
- 「1 million thanks」（編曲・キーボード）

EXILE
- 「Giver」（作曲）
- 「響 〜HIBIKI〜」（編曲）
- 「Unlimited」（作曲・編曲）
- 「love」（作曲・編曲）

SKE48
- 「誰かのせいにはしない」（編曲）

小片リサ
- 「映画の趣味が合うだけ」（編曲）

片瀬那奈
- 「ミ・アモーレ〔Meu  amor é･･･〕」（編曲）
- 「C-Girl」（編曲）
- 「禁断のテレパシー」（編曲）
- 「木枯らしに抱かれて」（編曲）

菊池桃子
- 「青春ラブレター」（編曲）

キャナァーリ倶楽部
- 「ニシキカザレ」（編曲）

KINDAI GIRLS
- 「青春×青春」（編曲）
- 「無理かもって思ったら それより先に進めない」（編曲）
- 「MY DREAM」（編曲）

ゴスペラーズ
- 「The Ruler」（編曲）
- 「Love Vertigo」（共作曲・編曲）（作曲は酒井雄二と共作）
- 「GOSWING」（編曲）
- 「Fly me to the disco ball」（作曲・編曲）（いずれも酒井雄二と共作）
- 「まっすぐな橋」（編曲）

坂詰美紗子
- 「可愛くなくても譲れない 〜其の2〜 友達の紹介編」（編曲）

SATOMI'
- 「Orange canvas 〜秋の空のしたで〜」（編曲）

純情のアフィリア
- 「ニーハイ・エゴイスト」（編曲）

鈴木亜美
- 「Delightful 〜G.C.D.Mix〜」（編曲）

鈴木雅之
- 「放浪春秋」（村上てつやと共作曲）

スフィア
- 「Feathering me, Y/N?」（作曲・編曲）

Sota Fujimori
- 「Neo Contra -Extra Bold Mix-」（編曲）

SS501
- 「Boundless」（作曲・編曲）

タイナカサチ
- 「Lipstick」（ボーカルディレクション）
- 「Delight」（ボーカルディレクション）
- 「サヨナラ」（編曲）
- 「抱きしめて」（編曲）
- 「My Darling」（ボーカルディレクション）
- 「抜け殻」（ボーカルディレクション）

Chu-Z
- 「Tell me why 生まれて来た意味を知りたい」（編曲）

つんく♂
- 「FOREVER 〜あなたに会いたい〜」（編曲）

Tetsuya Komuro × Tsunku♂ feat. May J.
- 「Have Dreams!」（編曲）

時東ぁみ
- 「ブリッコびっくり ブリッコBOOW」（編曲）
- 「愛ヤイ 愛ヤイ!」（編曲）
- 「メロンのためいき」（編曲）
- 「21世紀まで愛して」（編曲）
- 「発明美人とパインナッポー!!」（編曲）
- 「可愛いゝひとよ」（編曲）
- 「セシリアBの片想い」（編曲）
- 「I Will」（編曲）

徳永ゆうき
- 「渋谷節だよ青春は!」（編曲）

AAA
- 「Wonderful Girls」（作曲・編曲）
- 「モンキーマジック」（編曲）

中川翔子
- 「みつばちのささやき」（作曲・編曲）
- 「乙女のポリシー」（編曲）
- 「青春」（編曲）
- 「テレポーテーション 〜恋の未確認〜」（編曲・キーボード・コーラス）
- 「ETERNAL WIND 〜ほほえみは光る風の中〜」（編曲・プログラミング・キーボード・コーラス）
- 「星間飛行」
- 「雨にキッスの花束を」（編曲）
- 「でてこいとびきりZENKAIパワー!」（編曲）
- 「はんぶん不思議」（編曲・プログラミング・キーボード）
- 「赤道小町ドキッ」（編曲）
- 「くちびるNETWORK」（編曲）
- 「蒼いフォトグラフ」（編曲・プログラミング・キーボード・コーラス）

中森明菜
- 「Seashore」（作曲）

夏川りみ
- 「未来」（作曲）

バクステ外神田一丁目
- 「ヨロピク ピクヨロ!」（編曲）
- 「美少女黙示録」（編曲）
- 「ドキドキCrazy Dancing」（編曲）
- 「やるしかないんだなっ!」（編曲）
- 「わたくしのスタイル」（編曲）
- 「爽やかな風」（編曲）

PARADISE GO!! GO!!
- 「Eternal summer」（作曲）

平野綾
- 「涙 NAMIDA ナミダ」

Bon-Bon Blanco
- 「朝日と海とこの想い」（作曲・編曲）
- 「やさしい痛み」（作曲）

BoA
- 「Be the one」（編曲）
- 「EXPECT」（編曲）
- 「BRAVE」（編曲）

THE ポッシボー
- 「いじわる Crazy love」（編曲）
- 「LOVE2パラダイス」（編曲）

宮野真守
- 「きもちつないで。」（編曲）
- 「Steal!!」（編曲）

宮本佳林
- 「イイオンナごっこ」（編曲）

諸星和己
- 「ピンボケ NON NON LOVE」（編曲）

Love Cocchi
- 「青春シンフォニー」（編曲）

リア・ディゾン
- 「恋しよう♪」（作曲・編曲）
- 「L・O・V・E U」（作曲・編曲）

りあん
- G線上のアリア　「ビーブリア」より

### ゲームミュージック
括弧内は平田祥一郎の当時の別名義
ライトニングレジェンド
ハイパーオリンピック
Jリーグ実況ウイニングイレブン2000
ワールドサッカー実況ウイニングイレブン2000 〜U-23メダルへの挑戦〜
ときめきメモリアル3 約束のあの場所で
ワールドサッカーウイニングイレブン5
怒首領蜂大復活（iPhoneモード）
虫姫さまふたり（iOS版）
DanceDanceRevolution
- 「Share My Love」 (Julie ann Frost)
- 「Groove」 (Sho-T feat. Blenda)
  - 「Groove 2001」 (Sho-T feat. Blenda)
- 「A Stupid Barber」 (Sho-T)
- 「Scorching Moon」 (Shawn the Horny Master)
- 「I Need You」 -True Platinum Mix-（編曲のみ）
- 「Fly away」 (ChiyoTia)
  - 「Fly away」 -mix del matador- (Shawn the Horny Master feat. ChiyoTia)
- 「This Beat Is.....」

beatmania IIDX
- 「GIRIGIRI DADDY」
- 「Nothing Ain't Stoppin' Us」
- 「Give Me A Sign」 (Shoichiro Hirata feat. "Red")
- 「M-02stp. ver1.01」
- 「Bad Routine」 (D.J. Spugna)
- 「AVE DE RAPINA」 (Shawn The Horny Master)
- 「Luv 2 Feel Your Body」
- 「Hormiga obrera」 (Shawn The Horny Master)
- 「The Biggest Roaster」 (D.J. Spugna)
- 「真夏の花・真夏の夢」 (Sana)
- 「Toxic」（WaveGroup/Shoichiro Hirata）
- 「You Really Got Me」 (WaveGroup/Shoichiro Hirata)
- 「Crazy K.I.N.O.」
- 「With your Smile」 (Shoichiro Hirata plus Junko Hirata)

pop'n music
- 「S・S・L 〜スーパー・スペシャル・ラブ〜 (Shoichiro Hirata feat. Yumi Kawamura)
- 「Can't Stop My Love」 (Yumi Kawamura)
- 「会社はワタシで廻ってる!?」（新谷さなえ / 作曲・編曲のクレジットには ヒラタさん 名義を使用）
  - 「愛車はタワシで洗ってる!?」（すわひでお）
- 「ドキドキ妄想空回りシンドローム」 （ドキ・カラ）（秋葉レイ）
- 「Always」 (Shoichiro Hirata feat. RayZY)
- 「FU-FA」（Sana+MIKI-CHANG+Shoichiro）
- 「オトメ戦争タクティクス」 (Shoichiro Hirata feat.Sana)

あいたくて… 〜your smiles in my heart〜
- 「オリジナル・ゲーム・サントラ Vol.1 春〜夏」
- 「オリジナル・ゲーム・サントラ Vol.2 秋〜冬」
- 「あいたくて… Love songs 〜a piece of my heart〜」

maimai
- 「Beat of getting entangled」
- 「Cosmic Train」 (Shoichiro Hirata feat. SUIMI)

CROSSxBEATS
- 「Wanna Be Your Special」 (Shoichiro Hirata feat. SUIMI)
- 「Wanna Be Your Special (Remix ver.)」 (Shoichiro Hirata feat. SUIMI)
- 「Believe the Rainbow」 (Shoichiro Hirata feat. Sana)

crossbeats REV.
- 「GLOW」 (Shoichiro Hirata feat. Ellie)

### ボーカル
- 「こんなもんじゃない!」 歌・作曲・編曲：平田祥一郎(作詞・大内正徳) （シングル『GUNDAM EVOLVE/MONTHLY THEME SONG 2 December - January』収録）
  - バンダイ『GUNDAM EVOLVE ../ 』　2004年12月度マンスリー・テーマソング

### 映画 / サウンドトラック
- 「チョコレート・アンダーグラウンド」オリジナルサウンドトラック（2009年公開 / アニメ映画）
  - 「theme of healthy（作曲・編曲）」「健全健康党 党歌（作詞・作曲・編曲）」「theme of healthy faction（作曲・編曲）」「罠（作曲・編曲）」担当

### REMIX
- 「Neo Contra -Extra Bold Mix-」（Sota Fujimoriアルバム『SYNTHESIZED』収録）
  - NEO CONTRAオープニング「NEO」のREMIX
- 「一億極覚聖記念日 [降三世明王Remix]」（『ケイブのうた ぶらっくれーべる』収録）
  - エスプガルーダIIイメージソングのREMIX